# Lars Brian Nielsen
Lars Brian Nielsen (* 14. September 1970; † 6. Juli 2022) war ein dänischer Bahnradsportler und Sportlicher Leiter.
Nielsen war in den 1990er Jahren einer der dominierenden dänischen Bahnradsportler in den Kurzzeitdisziplinen. 14-mal errang er nationale Titel im Sprint, Keirin sowie im 1000-Meter-Zeitfahren. 2002 beendete er seine aktive Radsport-Laufbahn. Nach siebenjähriger Pause gelang es dem mittlerweile 39-Jährigen 2009, nochmals bei einer dänischen Sprintmeisterschaft den zweiten Platz zu belegen.
Im Jahr 1998 wurde Nielsen positiv auf Doping mit Nandrolon getestet und für zwei Jahre gesperrt. 2002 wurde er vor den UCI-Bahn-Weltmeisterschaften 2002 aus dem Nationalkader ausgeschlossen, weil er positiv auf Coffein getestet worden war.
Er machte eine Ausbildung zum Trainer. Ende 2010 trat er endgültig vom aktiven Radsport zurück. Anschließend war er ein Jahr lang Sportdirektor beim Team Concordia Forsikring-Himmerland und arbeitete weiterhin als Trainer; er trainierte unter anderen den mehrfachen dänischen Meister Sebastian Lander.